# Коровинська сільська рада (Мішкинський район)
Коро́винська сільська рада (рос. Коровинский сельский совет) — сільське поселення у складі Мішкинського району Курганської області Росії.
Адміністративний центр — село Коров'є.
Населення сільського поселення становить 375 осіб (2017; 432 у 2010, 733 у 2002).

## Склад
До складу сільського поселення входять:
| Населений пункт     | Населення, осіб (2002) | Населення, осіб (2010) |
| ------------------- | ---------------------- | ---------------------- |
| Коров'є, село       | 557                    | 381                    |
| Озерки, присілок    | 103                    | 51                     |
| Шумиловка, присілок | 73                     | -                      |